# 1993 PB
1993 PB är en asteroid i huvudbältet som upptäcktes den 13 augusti 1993 av Spacewatch vid Kitt Peak-observatoriet.
Asteroiden har en diameter på ungefär 2 kilometer och den tillhör asteroidgruppen Apollo.